# シカゴ5
「シカゴ5」（原題：Chicago V）は、アメリカ合衆国のロック・バンド、シカゴが1972年に発売した4作目のスタジオ・アルバム。当時、2枚組のアルバムが3回連続して発売され、さらにライヴ・アルバムのボックスセットが発売された後で、このバンドの初めての1枚もののアルバムとして発売されたことで知られている。

## 歴史
1971年のシカゴ3に続くもので、2枚組を作成するという姿勢を改め、より簡潔な曲を一枚ものにまとめようという方針で制作された。シカゴ5は、ロバート・ラムが多くの曲を書いていることでも知られている。10曲中8曲がラム一人によって書かれている。テリー・キャスがアルバムの最後に収録されている「アルマ・マター」を作曲しヴォーカルも担当しているのだが、この曲を聴くとキャスがアコースティック・ギターも演奏できることがわかる。ベーシストのピーター・セテラは全くこのアルバムには曲を提供していないが、それでもヴォーカルを取り、ベースを弾いている。セテラは「While the City Sleeps」ではワウワウ・ペダルまで使用しているのである。セテラは、次回以降のアルバムでは曲を提供している。
「アット・カーネギー・ホール」が1971年10月に発売されたのだが、シカゴ5の録音はその直前の1971年9月に行われた。わずか一週間あまりで仕上げられたにもかかわらず、翌1972年夏まで発売は延期された。アルバムの発売に先立ってシングル「サタデイ・イン・ザ・パーク」が発売され、その時点までのバンドの最大のヒットとなった（アメリカ国内で第3位まで上昇）。アルバム自体は批評家に好評をもって迎えられ、1972年に最もヒットしたアルバムとなった。シカゴのアルバムの中で初めて第1位になり、アメリカ国内のチャートで発売時に24位でチャートインした後、9週間1位を保ったのである。続いて発売された2枚目のシングル「ダイアログ・パート1&2」もトップ30入りした（24位まで上昇）。
2002年には3曲のボーナス・トラックが追加されたリマスター盤がライノ・レコーズから再発売された。追加曲は、ラム作曲の「リチャードと彼の友人達のための歌」のリハーサルを収録したもの（この曲は「アット・カーネギー・ホール」で初めて演奏された）、キャスの「ミシシッピ・デルタ・シティ・ブルース」（後にシカゴ11で再度録音され、発売された）、そして一曲に編集された「ダイアログ」である。
2011年8月17日、ワーナーミュージック・ジャパンから、このアルバムのハイブリッドSACDが「ワーナー・プレミアム・サウンド・シリーズ」の中の一枚として発売された。

## 収録曲
| #  | タイトル                 | 作詞・作曲 | Vocals             | 時間 |
| -- | ------------------------ | ---------- | ------------------ | ---- |
| 1. | 「A Hit by Varèse」      | Lamm       | Lamm               | 4:56 |
| 2. | 「All Is Well」          | Lamm       | Lamm               | 3:52 |
| 3. | 「Now That You've Gone」 | Pankow     | Kath               | 5:01 |
| 4. | 「Dialogue (Part I)」    | Lamm       | Kath, Cetera       | 2:57 |
| 5. | 「Dialogue (Part II)」   | Lamm       | Kath, Lamm, Cetera | 4:13 |

| #   | タイトル                  | 作詞・作曲 | Vocals       | 時間 |
| --- | ------------------------- | ---------- | ------------ | ---- |
| 6.  | 「While the City Sleeps」 | Lamm       | Lamm         | 3:53 |
| 7.  | 「Saturday in the Park」  | Lamm       | Lamm, Cetera | 3:56 |
| 8.  | 「State of the Union」    | Lamm       | Cetera       | 6:12 |
| 9.  | 「Goodbye」               | Lamm       | Cetera       | 6:02 |
| 10. | 「Alma Mater」            | Kath       | Kath         | 3:56 |

### ボーナス・トラック(2002年の再発盤)
1. "A Song For Richard And His Friends (Studio Version,without Vocals)" (Lamm) – 8:15
2. "Mississippi Delta City Blues (First Recorded Version, with Scratch Vocal)" (Kath) – 5:28
3. "Dialogue (Part I & II) (Single Edit)" (Lamm) – 5:02

## パーソネル
- ピーター・セテラ – ベース、 ヴォーカル
- テリー・キャス – ギター、ヴォーカル
- ロバート・ラム – キーボード、ヴォーカル
- リー・ロックネイン – トランペット、フリューゲルホルン、パーカッション、コーラス
- ジェイムズ・パンコウ – トロンボーン、パーカッション、コーラス
- ウォルター・パラゼイダー – 木管楽器、パーカッション、コーラス
- ダニー・セラフィン – ドラムズ、コンガ、ベル

## チャート
アルバム
| Year | Chart                          | Position |
| ---- | ------------------------------ | -------- |
| 1972 | ビルボード・ブラック・アルバム | 33       |
| 1972 | ビルボード・ポップ・アルバム   | 1        |
| 1972 | ビルボード・ジャズ・アルバム   | 1        |

シングル
| Year | Single                       | Chart                        | Position |
| ---- | ---------------------------- | ---------------------------- | -------- |
| 1972 | "ダイアログ (Part I & II)"   | ビルボード・ポップ・シングル | 24       |
| 1972 | "サタデイ・イン・ザ・パーク" | ビルボード・ポップ・シングル | 3        |

## 認定
| Organization | Level          | Date           |
| ------------ | -------------- | -------------- |
| RIAA – USA   | ゴールド       | 1972年7月31日  |
| RIAA – USA   | プラチナ       | 1986年11月21日 |
| RIAA – USA   | ダブルプラチナ | 1986年11月21日 |

## 註
1. ↑  Planer, Lindsay. “Chicago V - Chicago : Songs, Reviews, Credits, Awards”.   AllMusic. 2012年6月18日閲覧。
2. ↑  “Warner Premium Sound 17 August 2011 releases” (Japanese). 2011年11月3日閲覧。